# Desmometopa nearctica
Desmometopa nearctica is een vliegensoort uit de familie van de Milichiidae. De wetenschappelijke naam van de soort is voor het eerst geldig gepubliceerd in 1983 door Sabrosky.